# Suwon
Suwon (hangeul : 수원시 prononciation en coréen : /su.wʌn/) est la capitale et la plus grande ville de la province de Gyeonggi en Corée du Sud. Suwon est située environ 30 km au sud de Séoul, sur la ligne ferroviaire nommée Gyeongbu. Certains l'appellent la ville du football coréen, à cause du club Suwon Samsung Bluewings FC, qui est celui qui a le plus de fans en Corée du Sud. Elle est également appelée Samsung City, du fait du nombre important d'employés de Samsung Electronics — environ 40 000 — y vivant et travaillant. Sa population s'élevait à 1 105 953 habitants au recensement de 2005. La ville est connue pour sa forteresse de Hwaseong, classée au Patrimoine culturel mondial de l’UNESCO en 1997.

## Histoire
Le roi Jeongjo fait, en 1796, une tentative pour établir la capitale de la Corée à Suwon, en construisant la forteresse de Hwaseong, qui entourait la ville entière et devait garder la tombe de son père. La construction de la forteresse, qui existe encore aujourd'hui, a été construite en suivant les conseils du philosophe Jeong Yak-yong. Elle fait partie du patrimoine mondial de l'UNESCO. La forte croissance de la ville, qui est aujourd'hui une banlieue de Séoul l'a fait déborder très au-delà des remparts.

## Géographie

### Villes limitrophes
| Uiwang | Uiwang, Yongin | Yongin |
| Ansan  | Suwon          | Yongin |
|        | Hwaseong       |        |

## Climat
| Mois                                  | jan.       | fév.       | mars       | avril     | mai       | juin     | jui.      | août      | sep.      | oct.      | nov.       | déc.       | année      |
| ------------------------------------- | ---------- | ---------- | ---------- | --------- | --------- | -------- | --------- | --------- | --------- | --------- | ---------- | ---------- | ---------- |
| Température minimale moyenne (°C)     | −7,4       | −5         | 0          | 5,9       | 12        | 17,4     | 21,7      | 22,1      | 16,4      | 8,8       | 1,8        | −4,4       | 7,5        |
| Température moyenne (°C)              | −2,9       | −0,3       | 5          | 11,6      | 17,2      | 21,7     | 24,8      | 25,6      | 20,8      | 14        | 6,6        | 0          | 12         |
| Température maximale moyenne (°C)     | 2,1        | 5          | 10,6       | 17,9      | 23        | 26,8     | 28,8      | 29,8      | 25,9      | 20        | 12         | 5          | 17,2       |
| Record de froid (°C) date du record   | −24,8 1981 | −25,8 1969 | −11,3 1977 | −4,7 1991 | 2,3 1981  | 7,8 1981 | 13,2 1969 | 13 1979   | 3,6 1987  | −3,6 1982 | −12,6 1972 | −24,4 1973 | −25,8 1969 |
| Record de chaleur (°C) date du record | 15,3 2002  | 19,3 2004  | 25 2013    | 30,5 2005 | 33,2 2014 | 34 2020  | 37,5 2018 | 39,3 2018 | 33,7 2010 | 29 1978   | 25,8 2011  | 17,8 1968  | 39,3 2018  |
| Ensoleillement (h)                    | 166        | 171,6      | 198        | 215,2     | 221,3     | 188,3    | 136,7     | 166       | 182       | 200,2     | 158        | 159,7      | 2 162,8    |
| Précipitations (mm)                   | 22,4       | 24,2       | 47,9       | 61,3      | 97,8      | 129,2    | 351,1     | 299,8     | 153,9     | 53,1      | 49,7       | 21,8       | 1 312,3    |
| Nombre de jours avec précipitations   | 7,3        | 6,2        | 7,6        | 7,8       | 8,7       | 9,4      | 15,4      | 14,1      | 8,7       | 6,2       | 8,7        | 8,1        | 108,2      |
| Humidité relative (%)                 | 65,1       | 64,3       | 64,2       | 62,5      | 67,6      | 72,3     | 80,1      | 78,3      | 74,5      | 71        | 68,6       | 66,4       | 69,6       |
| Nombre de jours avec neige            | 7,4        | 5,2        | 2,6        | 0,1       | 0         | 0        | 0         | 0         | 0         | 0,1       | 1,7        | 6,2        | 23,2       |

| Diagramme climatique                                  |         |           |             |          |               |               |               |               |           |           |           |
| J                                                     | F       | M         | A           | M        | J             | J             | A             | S             | O         | N         | D         |
| 2,1−7,422,4                                           | 5−524,2 | 10,6047,9 | 17,95,961,3 | 231297,8 | 26,817,4129,2 | 28,821,7351,1 | 29,822,1299,8 | 25,916,4153,9 | 208,853,1 | 121,849,7 | 5−4,421,8 |
| Moyennes : • Temp. maxi et mini °C • Précipitation mm |         |           |             |          |               |               |               |               |           |           |           |

## Nourriture
Le galbi de Suwon est une variante réputée de ce plat de viande de bœuf grillée accompagnée de nombreux plats annexes qu'on trouve dans toute la Corée. Il s'agit de la spécialité culinaire de Suwon.

## Enseignement
Suwon compte plusieurs universités, dont la faculté d'agronomie de l'Université nationale de Séoul.
- Université Ajou
- Campus de sciences naturelles de l'université Sungkyunkwan
- Université Kyonggi
- Université Kyung Hee
- Université de santé Dongnam
- Cyberuniversité Gukje
- Université pour femmes de Suwon

## Loisirs

### Sports

#### Football
Un stade de football, le stade de la Coupe du monde de Suwon, surnommé Big Bird en raison de l'architecture de son toit évoquant des ailes, a été construit pour la Coupe du monde de football de 2002. Le club Suwon Samsung Bluewings y joue et a remporté le championnat national en 2004 et en 2008.

#### Baseball
Depuis 2013, Suwon accueille l'équipe de baseball professionnel KT Wiz. L'équipe a joué à l'Université de Sungkyunkwan jusqu'à ce que la rénovation du stade de baseball de Suwon soit terminée pour son élévation à la Ligue KBO en 2015. La ville était auparavant le repaire des Hyundai Unicorns, mais cette équipe s'est retirée après la saison 2007.

#### Basketball
Deux des plus anciennes équipes de la Ligue coréenne de basket-ball et de la Ligue féminine coréenne de basket-ball, respectivement les Samsung Thunders et les Samsung Life Blueminx, étaient basées à Suwon. Samsung Thunders a déménagé à la Jamsil Arena à Séoul en 2001, tandis que quatre ans plus tard, Samsung Life a déménagé à Yongin. Le basket-ball professionnel masculin est revenu à Suwon en 2021, lorsque KT Sonicboom a déménagé dans la Suwon KT Sonicboom Arena renommée (anciennement Seosuwon Chilbo Gymnasium) de Busan.

### Espaces verts
La ville possède de nombreux espaces verts, parmi lesquels le parc Hyohaeng. Situé à l'entrée de la ville, il a été créé en 1974 en l’honneur des combattants français en Corée. Un monument y a été inauguré le 26 juillet 2013.

## Transports
La ville est desservie par de nombreuses lignes de bus qui la relient au centre-ville de Séoul (Gangnam). 
- ligne 1 du métro de Séoul la relie à Séoul et à Cheonan.
- ligne Bundang la relie à Séoul, Yongin et à Seongnam.
- ligne Suin la relie à Oido, et à Incheon

## Jumelages
La ville de Suwon est jumelée avec :
- Asahikawa (Japon) depuis le 17 octobre 1989 ;
- Jinan (Chine) depuis le 27 octobre 1993 ;
- Townsville (Australie) depuis le 28 avril 1997 ;
- Bandung (Indonésie) depuis le 25 août 1997 ;
- Yalova (Turquie) depuis le 11 juin 1999 ;
- Cluj-Napoca (Roumanie) depuis le 17 juin 1999 ;
- Toluca (Mexique) depuis le 8 novembre 1999 ;
- Fès (Maroc) depuis le 21 février 2003 ;
- Hải Dương (Viêt Nam) depuis le 13 juillet 2004 ;
- Siem Reap (Cambodge) depuis le 16 juillet 2004 ;
- Nijni Novgorod (Russie) depuis le 11 juin 2005 ;
- Curitiba (Brésil) depuis le 24 juillet 2006 ;
- Fribourg-en-Brisgau (Allemagne) depuis le 3 novembre 2015.

## Images

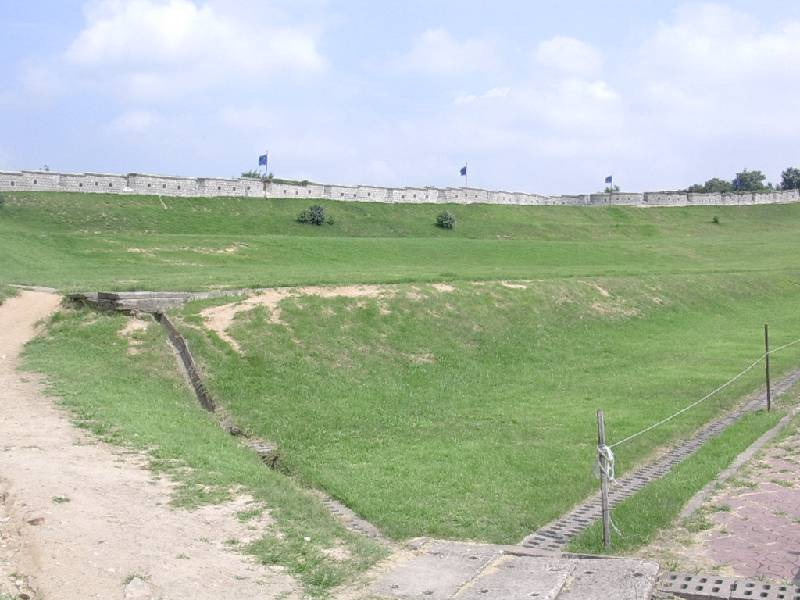
Les remparts de Suwon.
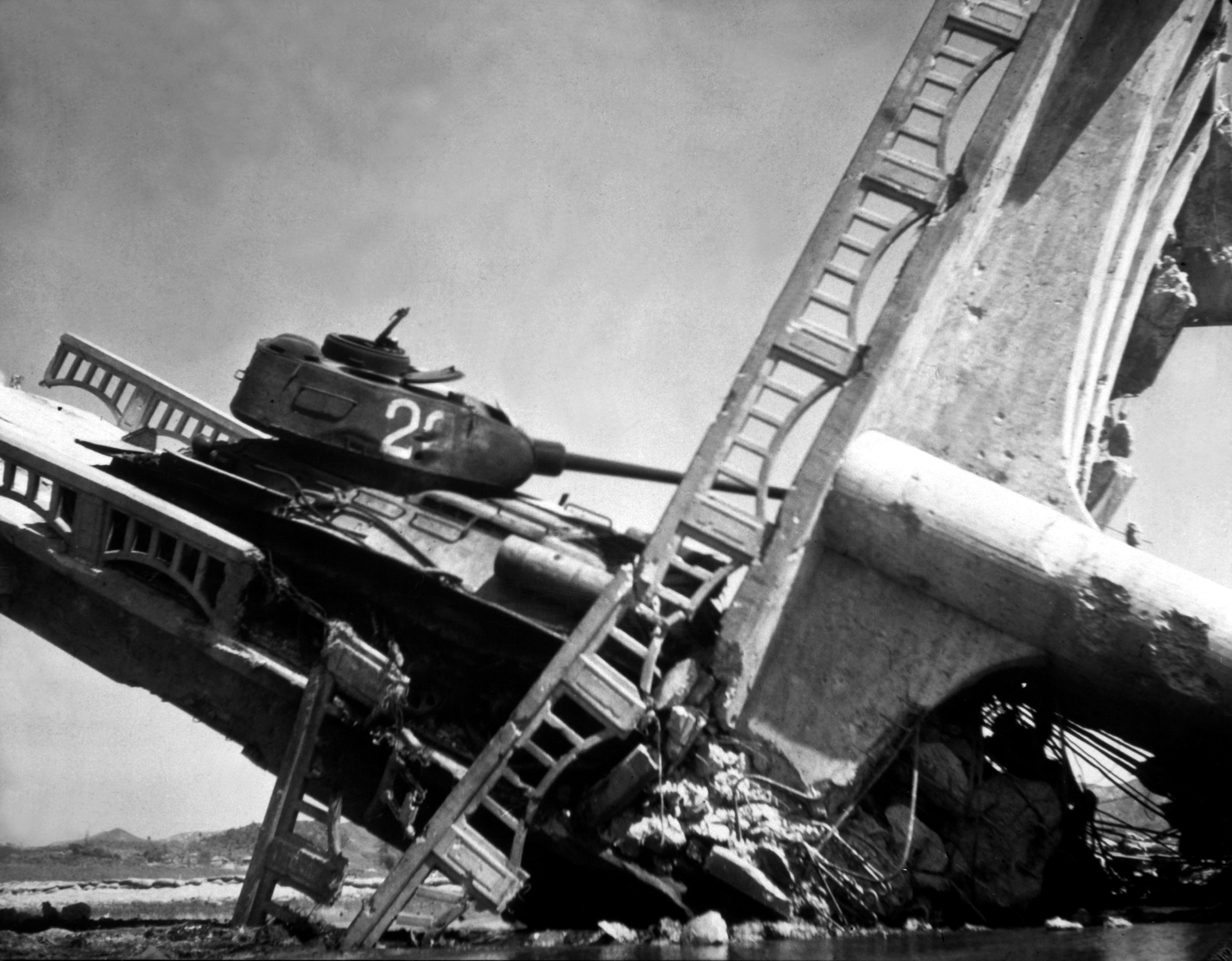
T-34 de l'Armée populaire de Corée du Nord à Suwon durant la guerre de Corée.
Logo.
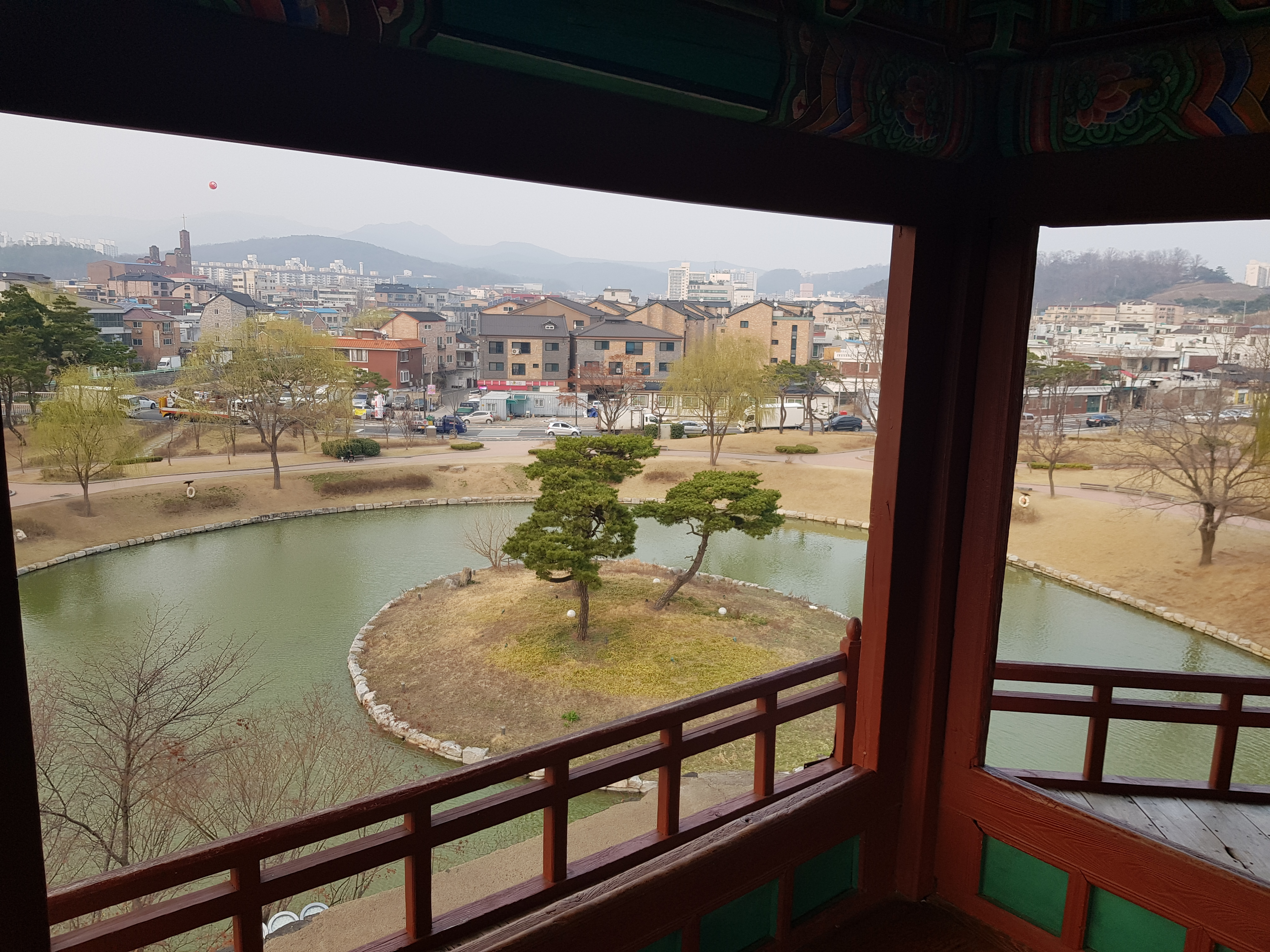
Vue de Banghwasuryujeong.
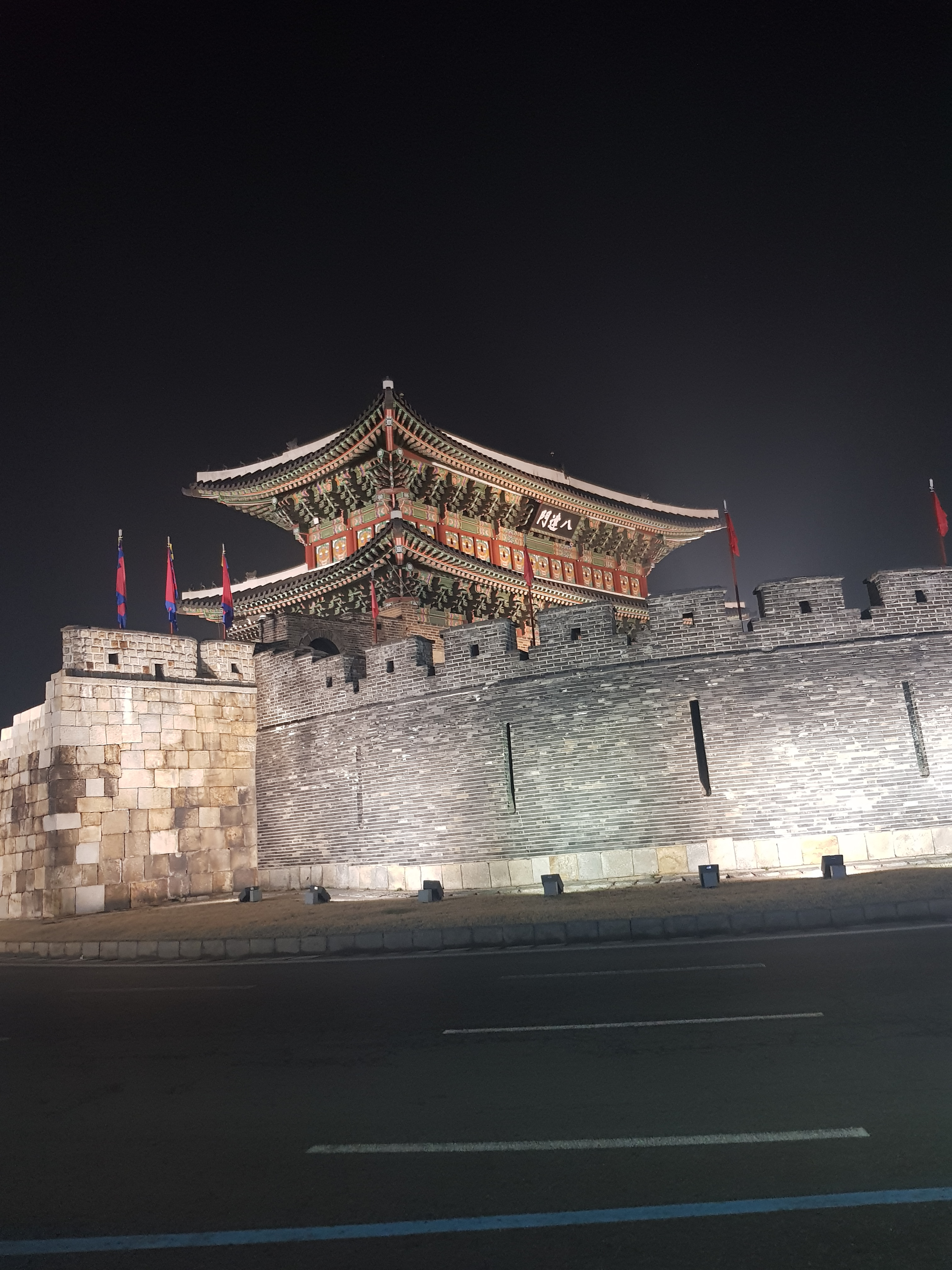
Porte Paldal de Hwaseong.